# 恐竜の惑星
『恐竜の惑星』（きょうりゅうのわくせい、原題：Planet of the Dinosaurs）は、1978年、イタリアのデス・ビースト・プロダクションズが製作した恐竜映画。

## スタッフ
- 製作総指揮 - スティーブ・ツァーカス
- 製作 - ジェームズ・K・シェア、ジム・オパール、ジェームズ・R・ワイト
- 監督 - ジェームズ・K・シェア
- 脚本 - ラルフ・ルーカス
- 原案 - ジム・オパール
- 音楽 - ケリー・ラマーズ、ジョン・オバーリン
- 特撮 - ダグ・ベズウィック、スティーブ・ツァーカス、ジム・オパール、ジェームズ・R・ワイト
- 配給 - シネマ・ダイナミクス
- 出演 - ジェームズ・ホイットワース、パメラ・ポッタード

## キャスト
- ロウイー・ローレス（リー・ノルシーザ船長）
- パメラ・ボッタロ（ナイラ）
- シャルロット・スピアー（シャルロット）
- マイケル・Ｒ・タイアー（マイク）
- デルナ・ワイルド（デルナ・リー）
- ジェームズ・ウイットワース（ジム）
- チャック・ペニントン（チャック）
- ハーヴェイ・シャイン（ハーヴェイ・ベイラー）